# La vita errante
La vita errante è un diario di viaggio scritto da Guy de Maupassant e pubblicato nel 1890.

## Storico

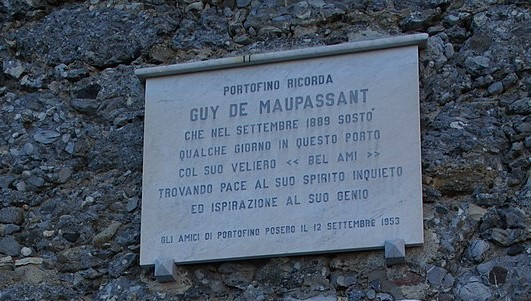
Lapide che ricorda il soggiorno di Maupassant a Portofino.

Attraverso il racconto di un viaggio letterario nel Mediterraneo così come nel Maghreb, svolta alla fine del XIX secolo, Maupassant condusse un'inchiesta giornalistica, attratto dall'esotismo di questi paesi. 
A bordo del "Bel-Ami II" Maupassant visitò la costa italiana, la Sicilia, navigò da Algeri a Tunisi e infine a Kairouan. L'autore scoprì con stupore e descrisse i paesi luminosi e accoglienti del Maghreb. 
Sensibile alla bellezza dei paesaggi esotici e affascinato dalla vita quotidiana di questi abitanti, scrisse diverse rubriche che verranno pubblicate su Le Gaulois e La Revue des deux Mondes. Queste cronache saranno raccolte nell'opera La vie errante del 1890 pubblicata delle edizioni Ollendorff. Una targa apposta sul molo nel 1953 dagli amici dello scrittore ricorda il soggiorno di Maupassant a Portofino.
Questo lavoro è una raccolta di diverse cronache, dove la cronologia del percorso non è esatta: è apparso il testo del suo unico viaggio in Sicilia, nel novembre 1885, in La Nouvelle Revue mentre il primo capitolo Lassitude è dopo l'Esposizione Universale (che vide anche dall'inaugurazione della Torre Eiffel) del 1889.

## Sintesi

### Stanchezza
Esprime la sua stanchezza per Parigi e il suo amore per la luce del Mediterraneo.

## Edizioni
- Graziella Martina (a cura di), La vita errante, Ibis, 2002, ISBN 88-7164-120-5.